# Evelyn Baring (1er comte de Cromer)
Evelyn Baring, 1er comte de Cromer (26 février 1841-29 janvier 1917) est un homme d'État britannique, diplomate et administrateur colonial. Il est contrôleur général britannique en Égypte en 1879, faisant partie du contrôle international qui supervise les finances égyptiennes après la faillite égyptienne de 1876. Il devient plus tard l'agent et le consul général en Égypte de 1883 à 1907 pendant l'occupation britannique, provoquée par la révolte des Urabi. Cette position donne à Baring le contrôle de facto sur les finances et la gouvernance égyptiennes.
Les programmes de Baring conduisent à un développement économique limité en Égypte dans certaines régions, mais approfondissent sa dépendance vis-à-vis des cultures de rente, ainsi qu'une régression de certains de ses développements sociaux (comme le système scolaire public) .

## Jeunesse et carrière militaire
Baring est le neuvième fils d'Henry Baring et de sa seconde épouse, Cecilia Anne Windham. La branche anglaise de la famille Baring descend de John (Johann) Baring, qui émigre d'Allemagne en 1717 . Le fils de John, Sir Francis est le fondateur de la Barings Bank. Henry est le troisième fils de Sir Francis. À sa mort en 1848, Evelyn, sept ans, est envoyé en pensionnat. A 14 ans, il entre à l'Académie royale militaire de Woolwich, obtenant à 17 ans une commission de lieutenant dans l'Artillerie royale. Il est d'abord affecté à une batterie sur l'île de Corfou .
Pendant son séjour à Corfou, Baring prend conscience de son propre manque d'éducation et commence une campagne d'auto-éducation, en apprenant le grec et en parlant couramment l'italien. Il prend également une maîtresse et engendre une fille hors mariage, Louisa Sophia . En 1862, il accepte un poste d'aide de camp de Sir Henry Storks, haut-commissaire des îles Ioniennes. Cette position prend fin en 1864, avec l'union de Corfou avec la Grèce. Plus tard en 1864, Storks est nommé gouverneur de Malte, employant à nouveau Baring comme aide de camp. L'année suivante, Baring accompagne Storks en Jamaïque, où Storks dirige l'enquête officielle sur la rébellion de Morant Bay. En 1868, Baring est choisi pour fréquenter le Collège d'état-major de l'armée, il est diplômé à la fin de 1869. Il travaille pendant deux ans au War Office, aidant à mettre en œuvre les réformes post-guerre de Crimée .
Trouvant que la carrière militaire qui ne lui plait pas, Baring se rend en Inde en 1872 en tant que secrétaire particulier de son cousin Lord Northbrook, vice-roi des Indes, et découvre rapidement qu'il a un don pour l'administration. Avec la démission de Northbrook en 1876, Baring retourne en Angleterre. Il reçoit l'Ordre de l'Étoile d'Inde et est promu major. Baring épouse Ethel Errington en 1876 et démissionne de l'armée l'année suivante .

## Contrôleur général britannique d'Égypte

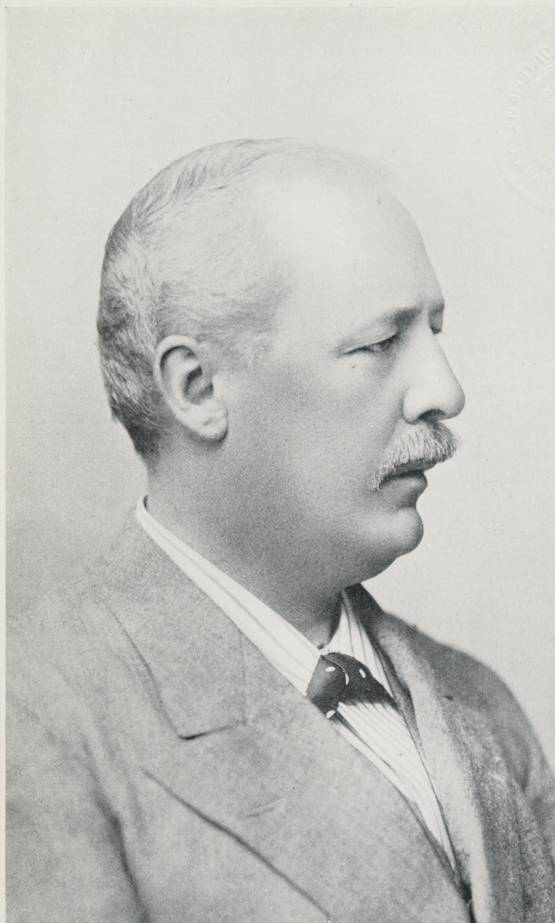
Le comte de Cromer

Lorsque Baring arrive pour la première fois en Égypte en 1877, les finances du pays sont en ruine. Ismaïl Pacha, Khédive d'Egypte, a emprunté des millions de livres à des financiers européens pour des projets de construction du canal de Suez, son usage personnel, et pour couvrir les déficits fiscaux persistants . Ses finances dépendent de l'argent obtenu de l'industrie cotonnière égyptienne, qui prospère pendant la guerre de Sécession. Mais après la guerre, alors que le coton américain revient sur les marchés européens, le prix du coton chute de façon spectaculaire. En conséquence, le coton égyptien n'est plus la culture de rente qu'il était. Ismail Pacha se retrouve incapable de payer les intérêts de ses dettes .
Au début, Ismail tente de demander à son parlement de lever plus d'argent pour les impôts, mais le Parlement résiste, car il se compose principalement de grands propriétaires fonciers, qui sont légèrement taxés. En désespoir de cause, Ismail se tourne vers les puissances européennes pour l'aider à sortir de ses problèmes financiers. Après des négociations houleuses, le système de double contrôle est institué, par lequel un contrôleur français et un contrôleur britannique sont nommés pour superviser les finances de l'Égypte. Sir Evelyn Baring est nommé contrôleur britannique. L'historien égyptien Al-Sayyid Marsot considère que cette tentative désespérée de la part d'Ismail pour obtenir l'aide européenne ouvre la voie au contrôle étranger des finances de l'Égypte, et à l'éventuelle incorporation de l'Égypte dans l'Empire britannique .
Le contrôle de facto de Baring et de son collègue contrôleur des finances égyptiennes signifie qu'ils exercent une influence considérable sur les gouvernements égyptien et britannique. Possédant lui-même une grande partie de la dette égyptienne, quand Ismail refuse de déclarer faillite, Baring fait pression sur son gouvernement pour déposer Ismail, ce qu'ils font en 1879. L'ensemble de la population égyptienne blâme Ismail pour les difficultés financières du pays, et son renvoi est accueilli avec soulagement. Ismail est remplacé par son fils Tawfiq, qui coopère avec les consuls européens .

## Consul général d'Egypte

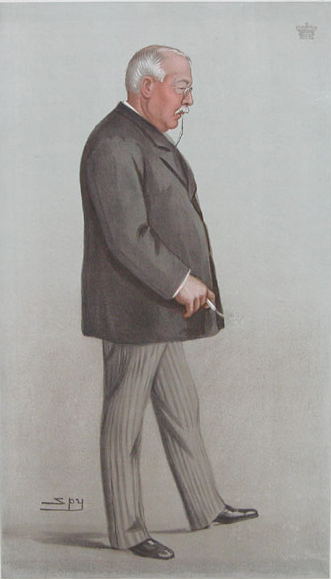
Baring caricaturé par Spy pour Vanity Fair, 1902

La révolte 'Urabi, dirigée par Ahmed Urabi, un colonel égyptien montant, met en danger le Khédivat. Après l'intervention ultérieure des Britanniques à Alexandrie (la guerre anglo-égyptienne de 1882), Baring revient d'Inde en Égypte en tant qu'agent et consul général britannique, « avec un mandat pour des réformes mineures et un retrait rapide des troupes britanniques ». Baring plaide en faveur d'une occupation continue de l'Égypte et dénigre les demandes égyptiennes d'indépendance  .
Le premier acte de Baring en tant que consul général est d'approuver le rapport Dufferin, qui appelle essentiellement à un parlement fantoche sans pouvoir réel. En outre, le rapport affirme la nécessité d'une supervision britannique des réformes jugées nécessaires pour le pays. En outre, il déclare que les intérêts britanniques de la zone du canal de Suez doivent toujours être sauvegardés. Baring croit qu'en raison de l'incompétence administrative égyptienne, une longue occupation est essentielle à toute réforme. De plus, il établit un nouveau principe directeur pour l'Égypte connu sous le nom de doctrine Granville (du nom du secrétaire d'État aux Affaires étrangères, Lord Granville). La doctrine permet à Baring et à d'autres responsables britanniques de remplir le gouvernement avec ces personnalités égyptiennes qui seraient coopératifs avec les Britanniques et le pouvoir de révoquer les ministres égyptiens qui refusent d'accepter les directives britanniques. Sous Baring, des fonctionnaires britanniques sont placés dans des ministères clés et un nouveau système, connu sous le nom de protectorat voilé, est introduit. Le gouvernement n'est qu'une façade. Les ministres égyptiens sont la forme extérieure, mais les fonctionnaires britanniques détiennent le pouvoir réel. Baring reste ainsi le véritable souverain de l'Égypte jusqu'en 1907, et cet arrangement fonctionne bien pendant les dix premières années de contrôle britannique parce que Tawfiq Pacha est un homme faible plus qu'heureux d'abdiquer toute responsabilité gouvernementale. L'armée égyptienne, que Baring considère comme totalement indigne de confiance en raison de ses précédentes mutineries contre le Khédive, est dissoute et une nouvelle armée organisée selon les lignes britanniques (un peu comme en Inde). Les finances égyptiennes étant stabilisées en 1887, Baring contraint le gouvernement du Caire à abandonner toute prétention à reconquérir le Soudan, dont l'Égypte a perdu le contrôle à la suite de la rébellion mahdiste. Une gestion prudente (et souvent avare) du budget, ainsi que la promotion de projets d'irrigation, apportent une prospérité économique considérable à l'Égypte. Baring croit qu'à un moment donné dans le futur, le contrôle britannique de l'Égypte prendrait fin et l'indépendance totale serait restaurée, mais seulement une fois que le peuple égyptien aurait appris à s'autogouverner correctement .
Afaf Lutfi Sayyid-Marsot  soutient que sous Baring, les nationalistes égyptiens sont inertes et que de nombreux Egyptiens croient en la politique britannique de "sauvetage et retraite", mais que Baring n'a aucune intention de le faire car, dit Marsot, "Baring croit que ' les races soumises» sont totalement incapables d'auto-gouvernement, qu'elles n'ont pas vraiment besoin ou ne veulent pas d'auto-administration, et que ce dont elles ont vraiment besoin est d'une politique du «ventre plein» qui la maintient inactive et permet à l'élite de gagner de l'argent et donc de coopérer avec la puissance occupante." .
En 1892, Tawfiq meurt et Abbas II Hilmi lui succède. Le jeune et ambitieux khédive veut chasser l'influence étrangère et encourage à cette fin un mouvement nationaliste, mais il n'a pas compté avec Baring, qui l'intimide rapidement jusqu'à ce qu'il se soumette. Des recherches récentes ont cependant montré que le mouvement nationaliste égyptien est actif jusqu'à la fin des années 1890, principalement à partir des sociétés secrètes entourant le nouveau Khédive. Ceux-ci sont dirigés par le jeune leader nationaliste Mustafa Kamil et soutenus par des éléments locaux étrangers, notamment parmi les communautés française et grecque d'Égypte .
Lord Cromer a eu une expérience négative en Inde, où l'enseignement supérieur a conduit à un nationalisme indien très critique à l'égard du Raj. En Égypte, Cromer réduit le budget de l'éducation, ferme de nombreux établissements postsecondaires spécialisés et recentre le programme sur des sujets professionnels. Des frais de scolarité sont imposés, ce qui réduit la possibilité d'études pour la plupart des Égyptiens .
Baring est mêlé à une controverse en Égypte et en Grande-Bretagne à la suite des punitions sévères infligées aux paysans égyptiens à la suite de l'incident de Denshawai en 1906, même s'il est à l'étranger à l'époque et n'a aucune implication directe. Le nouveau gouvernement libéral du premier ministre Henry Campbell-Bannerman décide d'adopter une politique plus clémente envers l'Égypte et Baring, sentant la fin proche, offre sa démission en avril 1907. La raison officielle invoquée pour son départ est des problèmes de santé. En juillet 1907, le Parlement lui décerne 50 000 £ en reconnaissance de ses « services éminents » en Égypte .
En août 1901, il est créé vicomte Errington, de Hexham, dans le comté de Northumberland, et comte de Cromer, dans le comté de Norfolk. En juin 1902, il reçoit un doctorat honorifique (DCL) de l'université d'Oxford  et en 1906, Baring est nommé membre de l'Ordre du mérite par le roi Édouard VII .

## Fin de carrière

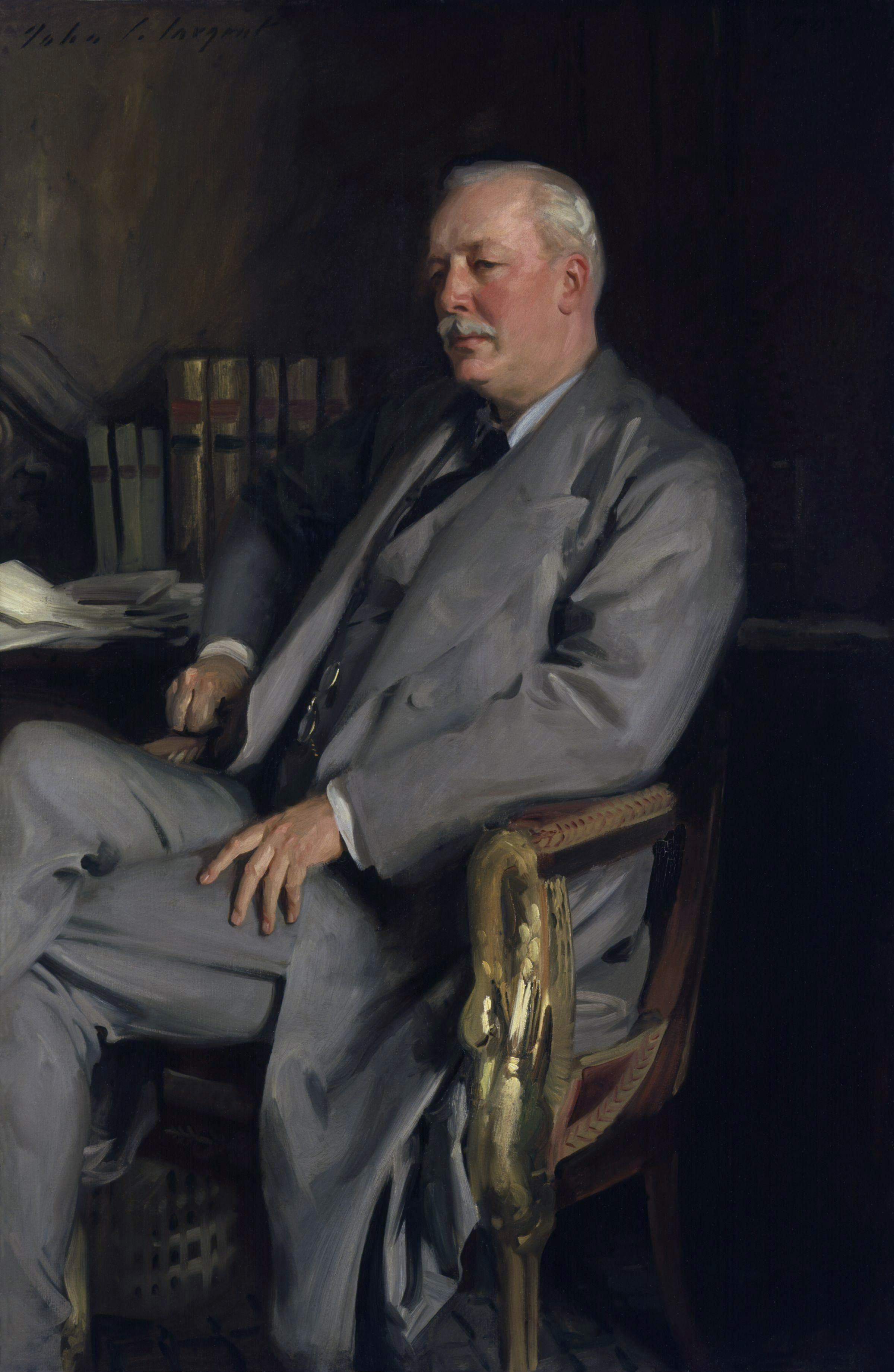
Cromer par JS Sargent

Baring rentre en Grande-Bretagne à l'âge de 66 ans et passe un an à recouvrer sa santé. En 1908, il publie, en deux volumes, L'Egypte moderne, un récit des événements en Egypte et au Soudan depuis 1876. En 1910, il publie Ancient and Modern Imperialism, une comparaison influente des empires britannique et romain. En 1914, après le début de la Première Guerre mondiale, le Khédive Abbas II d'Égypte soutient les Ottomans et est destitué par les Britanniques. Cela libère Baring pour publier ses impressions du Khédive, Abbas II, en 1915 .
Amoureux des classiques, Baring est très cultivé et parle grec, latin, italien, français et turc, mais il ne s'est jamais soucié d'apprendre l'arabe, la langue des classes inférieures en Egypte. Au cours des premières années du XXe siècle, un mouvement nationaliste commence à apparaître en Égypte, mais Baring, qui est de plus en plus distant avec l'âge, le balaye comme sans conséquence .
Baring est actif en politique. Ayant été élevé à la pairie en tant que comte Cromer en 1892, il a le droit de siéger à la Chambre des lords. Il rejoint l'aile libre-échangiste du Parti unioniste. Baring est un chef de file de la cause anti-suffragette, en tant que président de la Ligue des hommes opposée au suffrage des femmes  en 1908, puis en 1910-1912, la Ligue nationale contre le suffrage des femmes. En 1916, il est nommé à la Commission des Dardanelles, mais c'est trop de tension à gérer pour Baring, 75 ans .
Baring est décédé le 29 janvier 1917 et est enterré au cimetière de Wimborne Road, Bournemouth, dans le Dorset .

## Famille
Il est le frère d'Edward Baring (1er baron Revelstoke) et le père de Rowland Baring (2e comte de Cromer), et Evelyn Baring, 1er baron Howick de Glendale .

## Sources
- Eldon Gorst, The Empire and the century, London, John Murray, 1905, 760–772 p., « Lord Cromer in Egypt »
- Harrison, L'impérialisme de Robert T. Gladstone en Egypte : techniques de domination (Greenwood, 1995).
- Marlowe, John. Cromer en Egypte (Praeger, 1970) 332pp
- Marlowe, John. Une histoire de l'Égypte moderne et des relations anglo-égyptiennes : 1800–1956 (Archon Books, 1965).
- Meyer, Karl E. et Shareen Blair Brysac "Les faiseurs de rois : l'invention du Moyen-Orient moderne." (WW Norton 2008).
- Sayyid-Marsot, Afaf Lutfi. L'Egypte et Cromer : une étude sur les relations anglo-égyptiennes (Praeger, 1969).
- Tignor, RL Modernisation et domination coloniale britannique en Égypte, 1882-1914 (1966).
- Tignor, RL Egypt: A Short History (2011) pp 229ff en ligne
- Tignor, Robert L. "Lord Cromer : praticien et philosophe de l'impérialisme." Journal des études britanniques 2.2 (1963) : 142-159. en ligne
- Toby Wilkinson, A World Beneath the Sands: Adventurers and Archaeologists in the Golden Age of Egyptology, London, Picador, 2020 (ISBN 978-1-5098-5870-5)